# Luci Valeri Flac (pretor 63 aC)
Luci Valeri Flac (en llatí Lucius Valerius Flaccus) va ser un magistrat romà. Era probablement fill de Lucius Valerius Flaccus (cònsol el 100 aC i 86 aC). Formava part de la gens Valèria.
Va servir com a tribú militar sota Publi Servili Vàtia Isàuric l'any 78 aC i més tard com a qüestor sota Marc Pupi Pisó a Hispània. Va ser pretor l'any 63 aC, any del consolat de Ciceró, el qual, gràcies a l'ajuda de Valeri Flac, va aconseguir els documents que els ambaixadors al·lòbroges havien rebut dels còmplices de Catilina. L'any següent va ser propretor d'Àsia fins que el va succeir Quint Tul·li Ciceró.
L'any 59 aC va ser acusat per Dècim Leli Balb d'extorsió a la seva província, però Flac, que sens dubte era culpable, va ser defensat per Ciceró (discurs pro Flacco, que es conserva) i per Quint Hortensi, i va ser absolt. Se sap que els anys 57 i 56 aC va ser legat de Luci Calpurni Pisó Cesoní a Macedònia. No hi ha més notícies d'aquest Valeri Flac.